# Tatort: Der Stelzenmann
Der Stelzenmann ist ein Fernsehfilm aus der Krimireihe Tatort. Der vom SWR produzierte Beitrag ist die 1287. Tatort-Episode und wurde am 1. Januar 2025 im SRF und im Ersten ausgestrahlt. Die Ludwigshafener Ermittlerinnen Lena Odenthal und Johanna Stern ermitteln in ihrem 81. bzw. 22. Fall. ORF-Premiere war am 6. Juli 2025.

## Handlung
Der neunjährige Paul Wagner wird auf offener Straße in ein Auto gezerrt. Judith Lutz, Augenzeugin und Nachbarin des Jungen, wird vom Entführer überfahren, während sie die Polizei alarmiert. Sie stirbt kurze Zeit später in der Klinik.
Nachdem der Entführer das vereinbarte Lösegeld nicht abholt, stoßen die Kommissarinnen Lena Odenthal und Johanna Stern auf einen ähnlichen Fall vor 10 Jahren, bei dem der Täter nicht ermittelt werden konnte. Sie suchen den Kontakt zum damaligen Opfer, dem jetzt 18-jährigen Swen Angust, der sich jedoch nicht kooperativ verhält. Er ist immer noch stark traumatisiert und fühlt sich nachts verfolgt. Die Kommissarinnen befragen auch Oliver Kelm, einen angeblichen Zeugen der damaligen Entführung. In Wahrheit hatte Kelm selbst vor 10 Jahren Swen Angust entführt und jetzt auch Paul Wagner. Swen hatte er immer wieder allein im Wald ausgesetzt und ihm in der Verkleidung eines Stelzenmanns Angst eingejagt, so wie Kelms Oma diesem schon als Kind Angst gemacht hatte. Ebenso verfährt er nun auch mit dem aktuellen Entführungsopfer, um ihm seine Macht zu demonstrieren.
Als er mitbekommt, dass die Polizei Swen befragt hat, streicht er nachts um dessen Haus. Doch Swen greift sich ein Messer und verletzt Kelm. 
Die Kommissarinnen erkennen, dass Kelm der Entführer ist, und lösen eine Fahndung nach ihm aus. In einem Bunker bei Kelms Haus findet die Polizei das Entführungsversteck. Kelm ist allerdings zusammen mit seinem Entführungsopfer in einem Auto geflohen. Er fährt zunächst in den Wald, dann zur Wohnung von Swen. Dort kann er festgenommen werden.

## Hintergrund
Der Film wurde vom 23. Januar 2024 bis zum 27. Februar 2024 in Ludwigshafen, Mannheim, Karlsruhe und Baden-Baden gedreht.

## Einschaltquoten
Die Erstausstrahlung von Der Stelzenmann am  1. Januar 2025 wurde in Deutschland von 7,97 Millionen Zuschauern gesehen und erreichte einen Marktanteil von 27,3 % für Das Erste.